# AGCO Power
Koordinaten: 61° 29′ 16,3″ N, 23° 20′ 53,6″ O

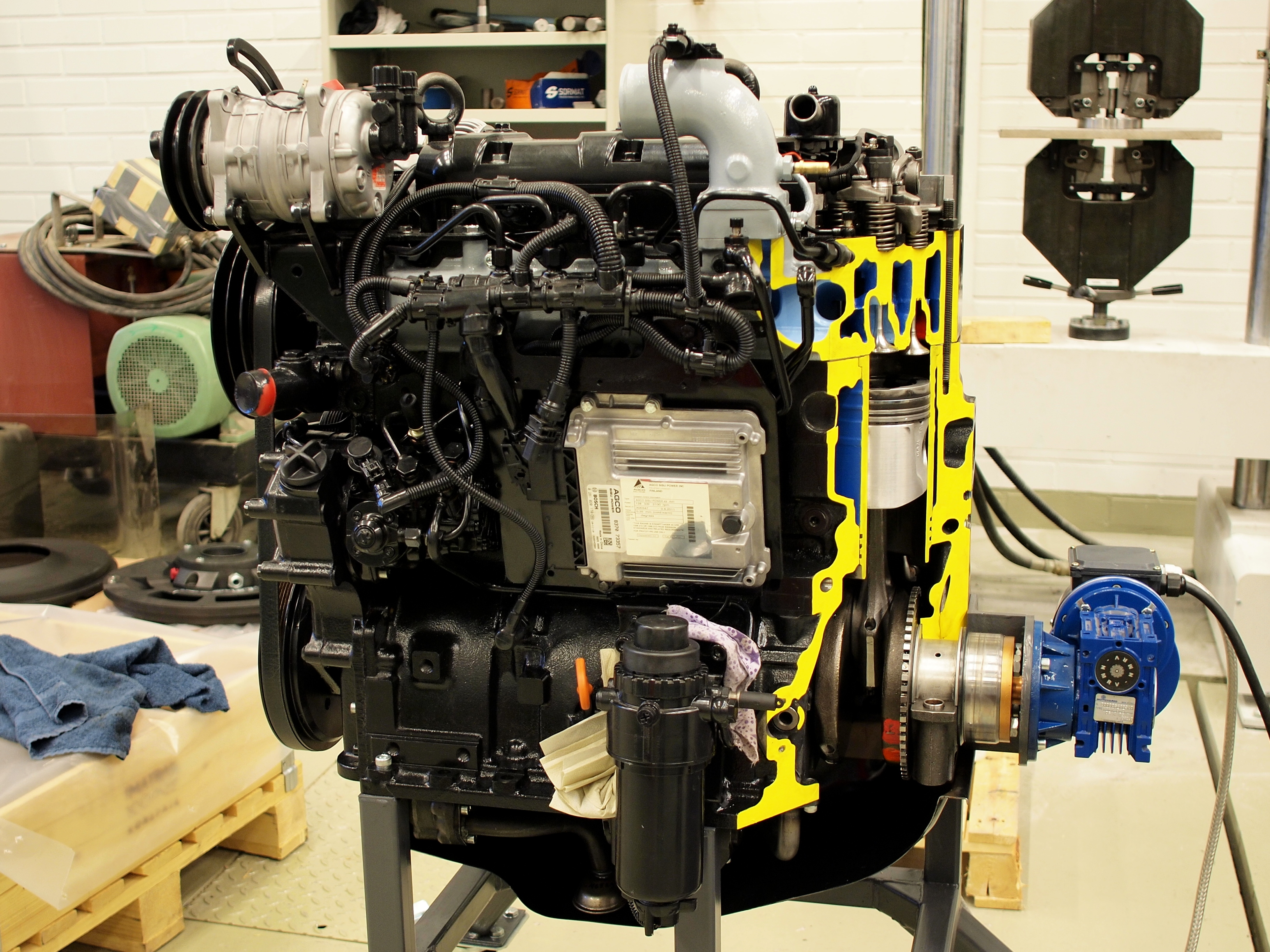
Querschnitt durch einen Motor von AGCO

AGCO Power (früher Sisu Diesel) ist ein Dieselmotorenhersteller und eine Tochtergesellschaft von AGCO mit Sitz in Nokia-Linnavuori bei Tampere, Finnland. Pro Jahr werden etwa 30.000 Motoren produziert.

## Geschichte
1943 nahm die Staatliche Finnische Flugzeugfabrik die Fertigung von Flugzeugmotoren auf. Nach dem Zweiten Weltkrieg ging das Werk an Valmet und begann 1946 mit der Herstellung von Dieselmotoren. Seit den 1950er Jahren wurden auch Turbodiesel und Motoren mit Direkteinspritzung gebaut. Die Motoren wurden in Schienenbussen, Traktoren, dem Sisu Pasi, Dieselgeneratoren oder Motorpumpen eingebaut.
1986 wurde ein Abkommen mit Steyr Daimler Puch unterzeichnet, aus dem 1991 eine neue Motorenbaureihe entstand. 1994 wurde die Valmet-Traktorenfabrik mit dem Sisu-Konzern zusammengelegt. 1997 wurde Sisu wiederum mit Partek verschmolzen. 2002 wurde Partek von Kone übernommen, Sisu Diesel wurde 2003 an AGCO verkauft.
2008 wurde der Firmenname von Sisu Diesel in AGCO Sisu Power und vier Jahre später dann in AGCO Power geändert.
2010 wurde in Changzhou, China, ein Motorenwerk eröffnet.